# Список глав государств в 860 году
Список глав государств в 859 году — 860 год — Список глав государств в 861 году — Список глав государств по годам

## Азия
- Аббасидский халифат — аль-Мутаваккиль, халиф (847 — 861)
  - Армянский эмират — Ашот I, ишхан (855 — 885)
  -  Зийядиды — Ибрагим ибн Мухаммад, эмир (859 — 902)
  -  Саманиды — Ахмад ибн Асад, эмир (842 — 864)
  -  Табаристан (Баванди) — Карен, испахбад (837 — 867)
  -  Хорасан (Тахириды) — Тахир II, эмир (844 — 862)
  - Яфуриды — Йафур ибн Абд ар-Рахман, имам (847 — 872)
- Абхазское царство — Димитрий II, царь (837 — ок. 872)
- Бохай (Пархэ) — Да Цяньхуан, ван (858 — 872)
- Вайтхали[англ.] — Павла Тенг Санда, царь[англ.] (849 — 875)
- Грузия —
  - Кахетия — Самвел, князь[англ.] (839 — 861)
  - Тао-Кларджети — Баграт I, куроплат (839 — 876)
  - Тбилисский эмират — Мохаммед бен Халил, эмир (853 — 870)
- Индия — 
  - Венги (Восточные Чалукья) — Гунага Виджаядитья III, махараджа (849 — 892)
  - Гурджара-Пратихара — Михра Бходжа I, махараджа (836 — 890)
  - Западные Ганги — Эреганга Неетимарга I, махараджа (843 — 870)
  - Качари[англ.] — Вирочана, царь[англ.] (835 — 885)
  - Кашмир — Авантиварман, царь[нем.] (855 — 883)
  - Пала — Нараянапала, царь (855 — 908)
  - Паллавы (Анандадеша) — Нрипатунгаварман, махараджа (854 — 879)
  - Пандья — Сирмара Сеерваллабха, раджа (830 — 862)
  - Парамара[англ.] — Сияка I, махараджа[англ.] (843 — 891)
  - Раштракуты — Амогхаварша I, махараджадхираджа (814 — 878)
  - Чола — Виджаялая, махараджа (848 — 881)
  - Ядавы (Сеунадеша) — Дридхапрахара, махараджа (860 — 870)
- Индонезия — 
  - Матарам (Меданг) — Локапала, шри-махараджа (850 — 890)
  - Сунда — Прабу Гайях Кулон, король (819 — 891)
  - Шривиджайя — Балапутра, махараджа (835 — ок. 860)
- Камарупа — 
  - Джаймала или Вирабаху, царь (855 — 860)
  - Балаварман III, царь (860 — 880)
- Караханидское государство — Кул Билга-хан, хан (840 — 893)
- Китай (Династия Тан) — И-цзун (Ли Цуй), император (859 — 873)
- Кхмерская империя (Камбуджадеша) — 
  - Джаяварман III, император (ок. 835 — ок. 860)
  - Рудраварман, император (ок. 860 — 877)
- Наньчжао — Цзинчжуан-хуанди (Мэн Шилун), ван (859 — 877)
- Паган — Пинбья, король[англ.] (846 — 878)
- Раджарата (Анурадхапура) — Сена I, король (846 — 866)
- Силла — Хонан, ван (857 — 861)
- Тямпа — Индраварман II, князь (ок. 854 — ок. 898)
- Япония — Сэйва, император (858 — 876)

## Африка
- Гао — Конкодьей, дья (ок. 850 — ок. 880)
- Берегватов Конфедерация — Юнус ибн Ильяс, король (ок. 842 — ок. 888)
- Идрисиды — Йахйа ибн Мухаммад, халиф Магриба (849 — 863)
- Ифрикия (Аглабиды) — Абу Ибрахим Ахмад ибн Мухаммад, эмир (856 — 863)
- Канем — Фуне, маи (ок. 835 — ок. 893)
- Макурия — 
  - Али Баба, царь (ок. 854 — ок. 860)
  - Израэль, царь (ок. 860 — ок. 870)
- Некор[англ.] — Салих II ибн Саид, эмир[англ.] (803 — 864)
- Рустамиды — Абу Саид Афлах ибн Абд ал-Ваххаб, имам (823 — 872)
- Сиджильмаса — Мидрар аль Мунтасир, эмир (823 — 867)

## Европа

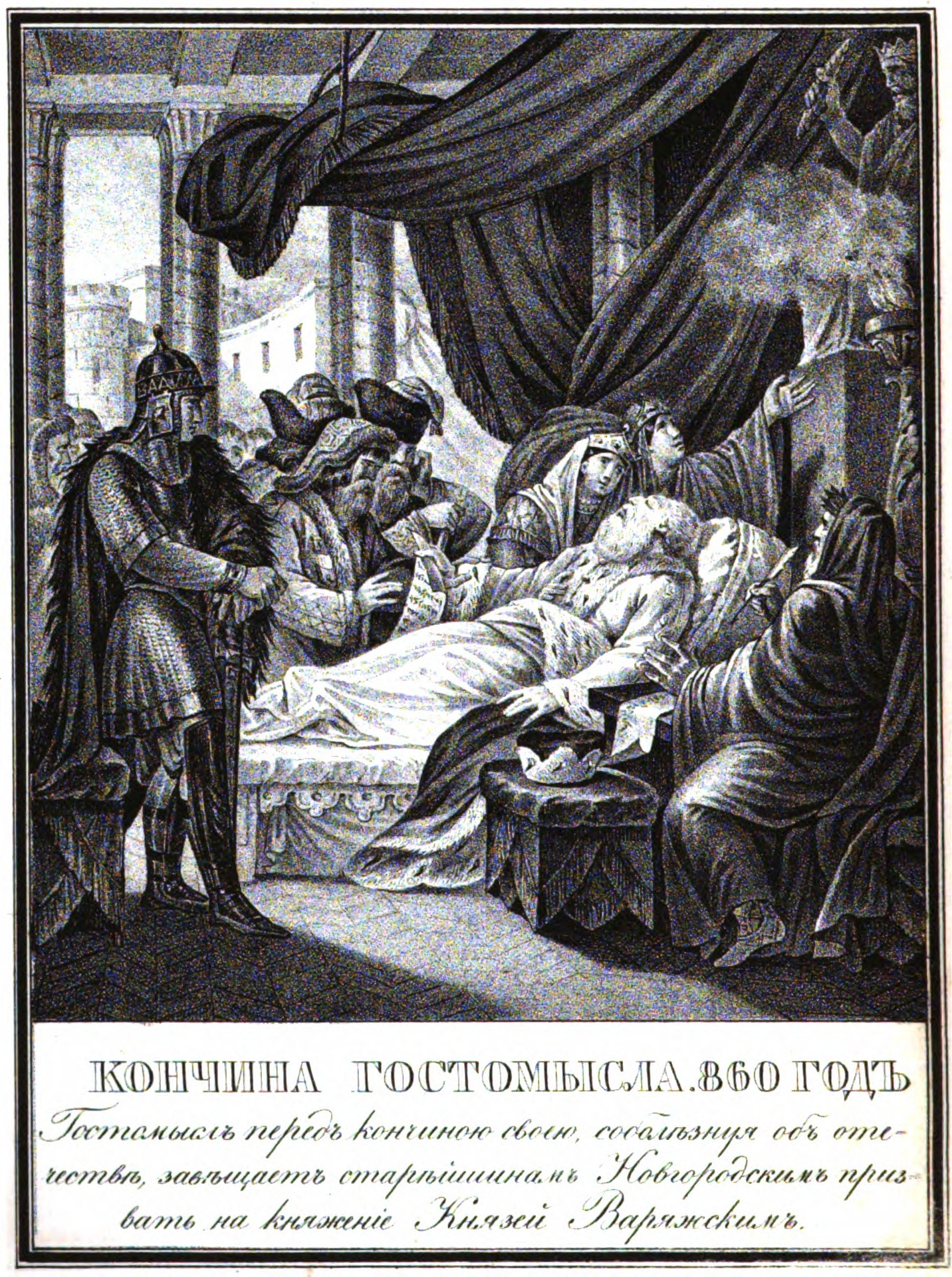
Гостомысл
?-ок.860
Князь Ильменских Словен

- Англия — 
  - Восточная Англия — Эдмунд Мученик, король (855 — 870)
  - Думнония — Ферфердэн ап Мордаф, король (850 — 865)
  - Мерсия — Бургред, король (852 — 874)
  - Нортумбрия — Осберт, король (848 — 867)
  - Уэссекс — 
    - Этельбальд, король (858 — 860)
    - Этельберт, король (858 — 865)
- Блатенское княжество — 
  - Прибина, князь (839 — 860)
  - Коцел, князь (860 — 876)
- Болгарское царство — Борис I, хан (852 — 889)
- Венецианская республика — Пьетро Традонико, дож (836 — 864)
- Византийская империя — Михаил III, император (842 — 867)
- Волжская Булгария — Айдар, хан (815 — ок. 865)
- Восточно-Франкское королевство — Людовик II Немецкий, король (843 — 876)
  - Бавария — Людовик II Немецкий, король (817 — 865)
  - Саксония — Людольф, граф (герцог) (840 — 866)
  - Тюрингия — Тахульф, маркграф (849 — 873)
- Дания — Хорик II, король (814 — ок. 867)
- Западно-Франкское королевство — Карл II Лысый, король (843 — 877)
  - Аквитания — 
    - Пипин II, король (854 — 864)
    - Карл III Дитя, король (855 — 866)

  - Ампурьяс — Гумфрид, граф  (857/858 — 862)
  - Ангулем — Тюрпьон, граф (839 — 863)
  - Барселона — Гумфрид, граф (857/858 — 864)
  - Бретань — Саломон, король (857 — 874)
    - Ванн — Паскветен, граф (851 — 877)
    - Нант — Саломон, граф (852 — 870)

  - Васкония — Санш II Санше, герцог (852 — 864)
  - Готия — Гумфрид, маркиз (857/858 — 864)
  - Жирона — Гумфрид, граф (857/858 — 862)
  - Каркассон — Раймунд I, граф (ок. 852 — ок. 863)
  - Конфлан — Саломон, граф (ок. 860 — ок. 870)
  - Мэн — Роргон II, граф (853 — 865)
  - Овернь[англ.] — Бернар I, граф (846 — 866)
  - Отён — Гумфрид, граф (858 — 863)
  - Париж — Роберт Сильный, граф, маркграф Бретонской марки (ок. 860 — 866)
  - Пуатье — Рамнульф I, граф (844 — 866)
  - Руссильон — Гумфрид, граф (857/858 — 864)
  - Руэрг — Раймунд I, граф (849 — 863)
  - Серданья — Саломон, граф (848 — 870)
  - Труа — Рудольф I, граф (858 — 866)
  - Тулуза — Раймунд I, маркграф (ок. 852 — ок. 863)
  - Урхель — Саломон, граф (848 — 870)
  - Шалон — Гумфрид, граф (858 — 863)
- Ирландия — Маэл Сехнайлл мак Маэл Руанайд, верховный король (846 — 862)
  - Айлех — Аэд Финдлиат, король (ок. 855 — 879)
  - Коннахт — Конхобар I, король (848 — 882)
  - Лейнстер — Руарк мак Брайн, король (854 — 862)
  - Миде — Маэл Сехнайлл мак Маэл Руанайд, король (845 — 862)
  - Мунстер — Кенн Фаэлад Уа Мугтигирн, король (859 — 872)
  - Ольстер — Каталан мак Индрехтейг, король (857 — 871)
- Испания —
  - Арагон — Галиндо I Аснарес, граф (844 — 867)
  - Астурия — Ордоньо I, король (850 — 866)
    - Кастилия — Родриго, граф (850 — 873)

  - Кордовский эмират — Мухаммад I, эмир (852 — 886)
  - Наварра — Гарсия I Иньигес, король (851/852 — 882)
- Италия —
  - Беневенто — Адельхиз, князь (854 — 878)
  - Гаэта — Константин, консул[англ.] (839 — 866)
  - Капуя — Ландо I, князь (843 — 861)
  - Неаполь — Сергий I, герцог (840 — 864)
  - Салерно — Адемар, князь (853 — 861)
- Критский эмират — Саид I, эмир (841 — 880)
- Лотарингия — Лотарь II, король (855 — 869)
- Моравия Великая — Ростислав, князь (846 — 870)
- Новгородская земля — Гостомысл, старейшина (? — 862)
- Паннонская Хорватия — Светимир, князь (838 — ок. 880)
- Папская область — Николай I Великий, папа римский (858 — 867)
- Приморская Хорватия — Трпимир I, герцог (845 — 861)
- Прованс (Нижняя Бургундия) — Карл, король (855 — 863)
  - Вьенн — Жерар II, граф (844 — 870)
- Сербия — Мутимир, князь (ок. 851 — 891)
- Италийское королевство — Людовик II, король Италии, император Запада (855 — 875)
  - Сполето — 
    - Гвидо I, герцог (842 — 860)
    - Ламберт II, герцог (860 — 871, 876 — 880)

  - Тосканская марка — Адальберт I, маркграф (846 — 886)
  - Фриульская марка — Эбергард, маркграф (846 — 866)
- Уэльс —
  - Брихейниог — Элисед I, король (840 — 885)
  - Гвент — 
    - Мейриг ап Артвайл, король (849 — 860)
    - Фернвайл III ап Мейриг, король (860 — 880)

  - Гвинед — Родри ап Мервин, король (844 — 878)
  - Гливисинг — Хивел ап Рис, король (856 — 886)
  - Сейсиллуг — Гугон ап Меуриг, король (808 — 871)
- Хазарский каганат — 
  - Захария, каган (упом. 860 — 861)
  - Нисси, бек (? — ок. 860) или его сын Аарон I, бек (? — ок. 870)
- Шотландия —
  - Альба — Дональд I, король (858 — 862)
  - Стратклайд (Альт Клуит) — Артгал ап Думнагуал, король (850 — 872)

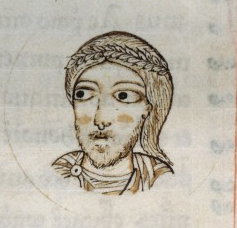
Людовик II 855-875 Император Запада
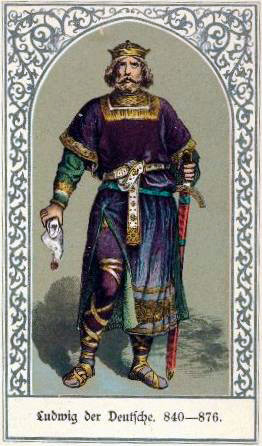
Людовик II Немецкий 843-876 Король Восточно-Франкского королевства
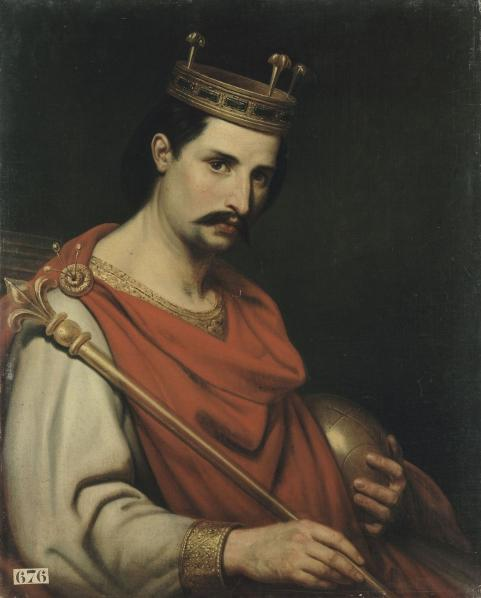
Карл II Лысый 843-877 Король Западно-Франкского королевства
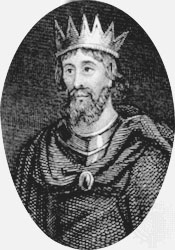
Этельбальд 858-860 Король Уэссекса
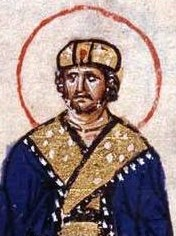
Михаил III 843-867 Император Византии
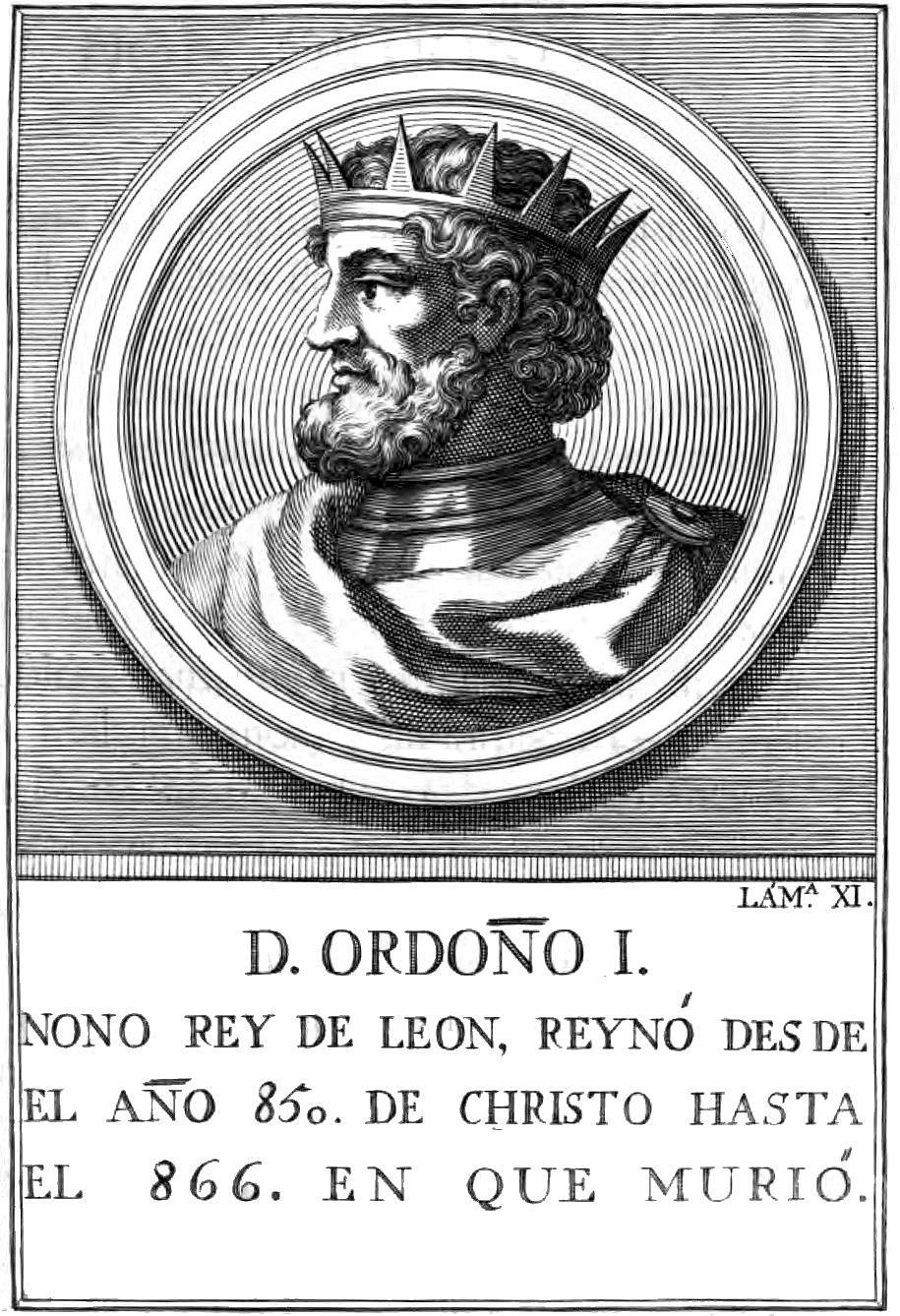
Ордоньо  I 850-866 Король Астурии
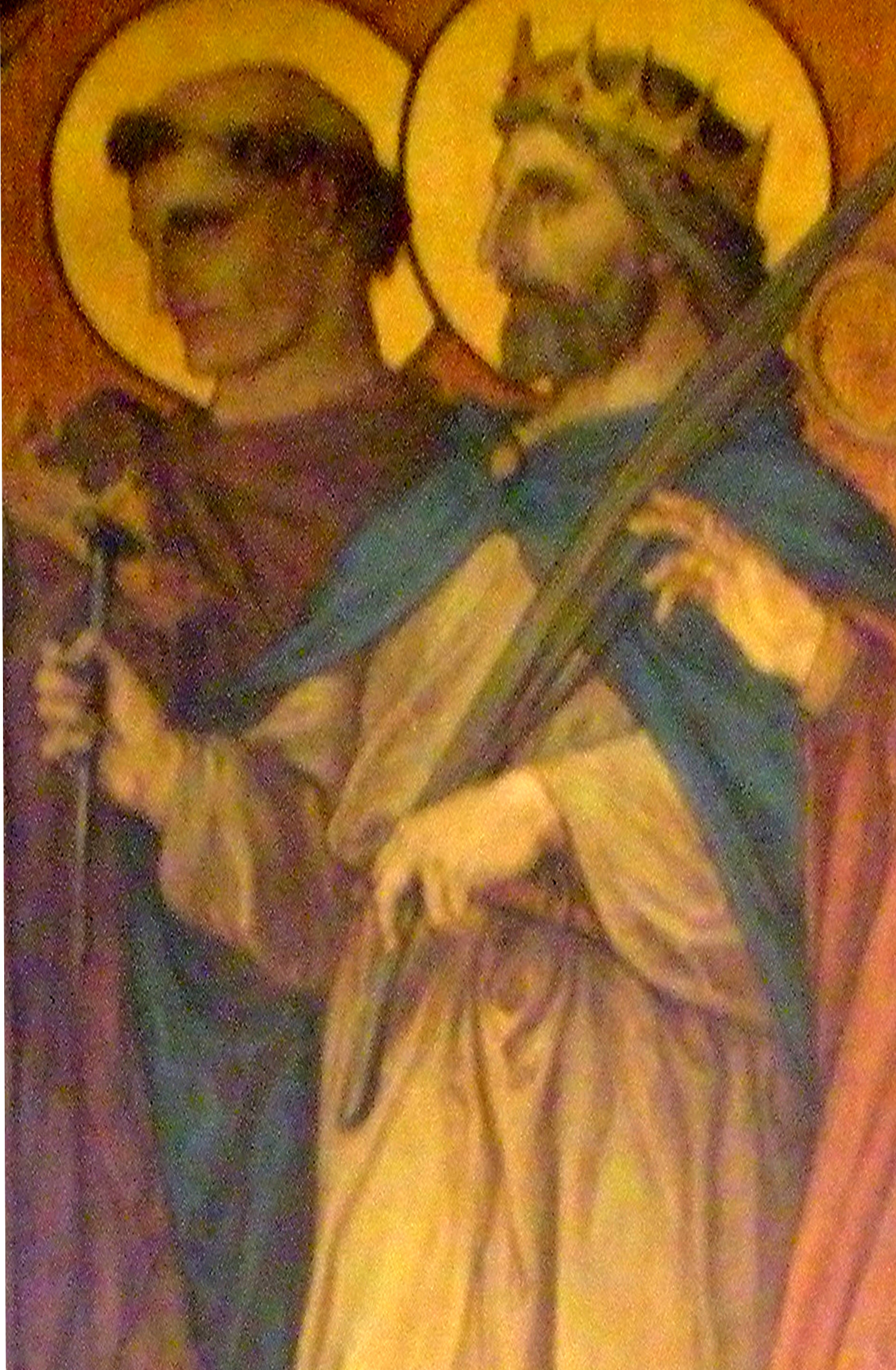
Саломон 857-874 Король Бретани
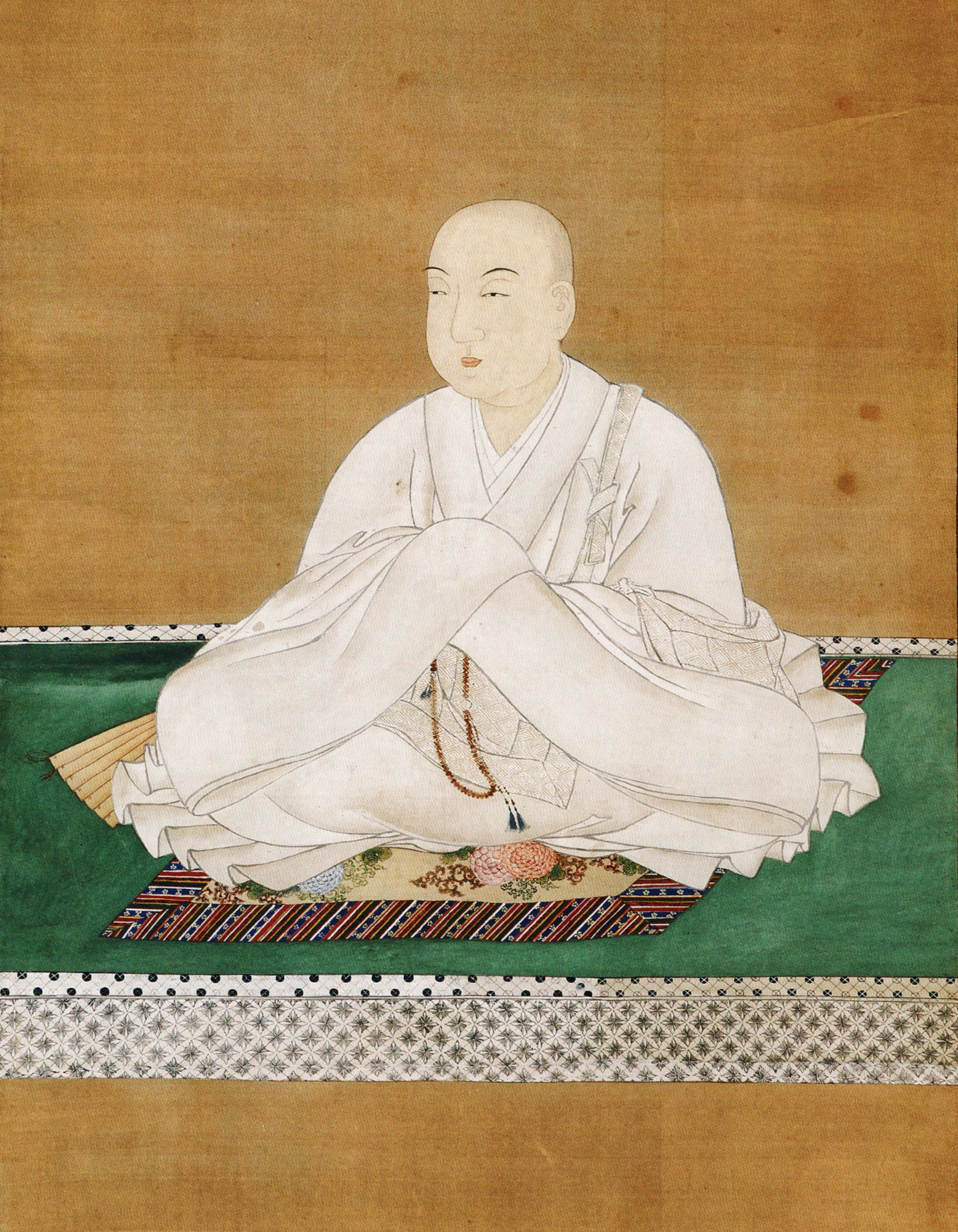
Сэйва 858-876 Император Японии
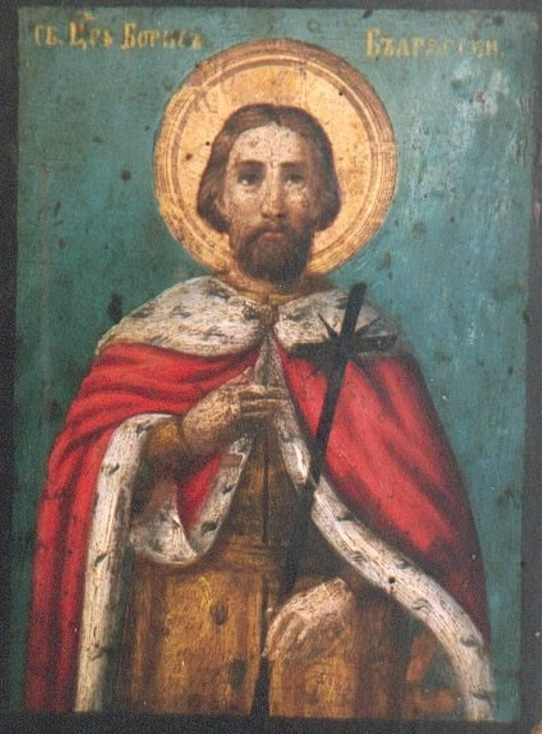
Борис I 852-889 Хан Болгарии
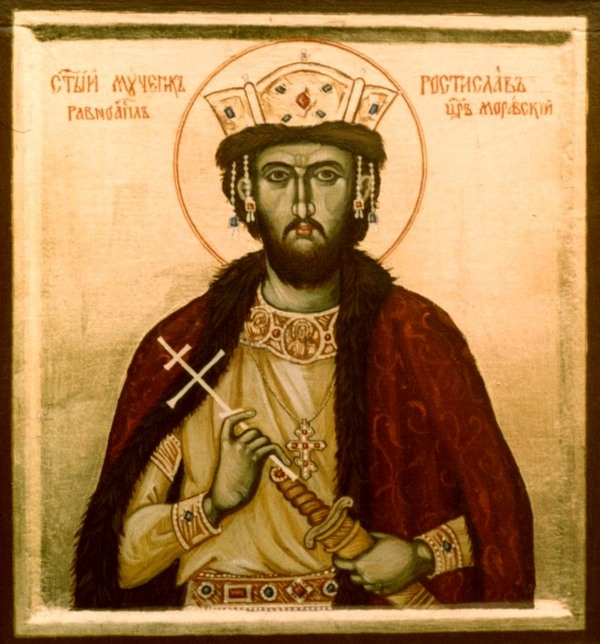
Ростислав 846-870 Князь Великой Моравии
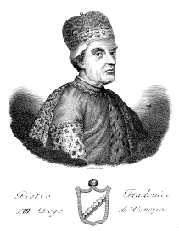
Пьетро Традонико 836-864 Дож Венеции
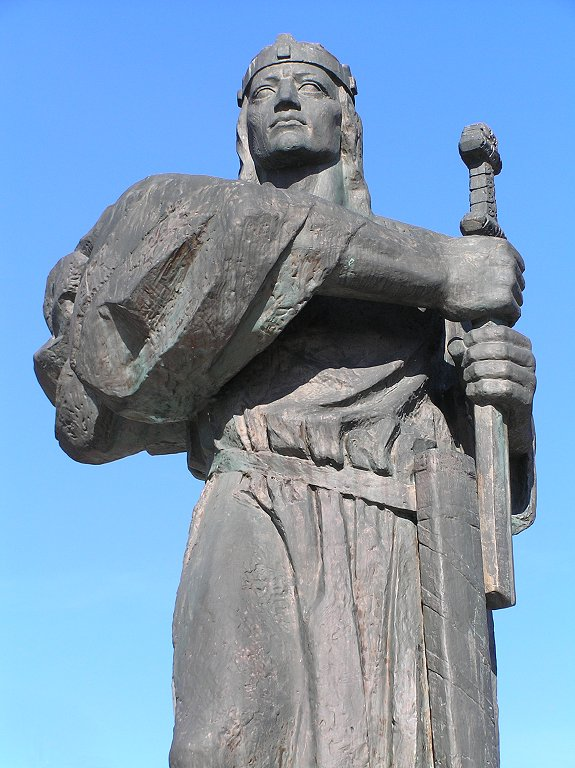
Прибина 839-860 Князь Блатенского княжества
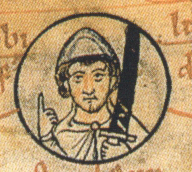
Людольф 840-866 Граф (герцог) Саксонии
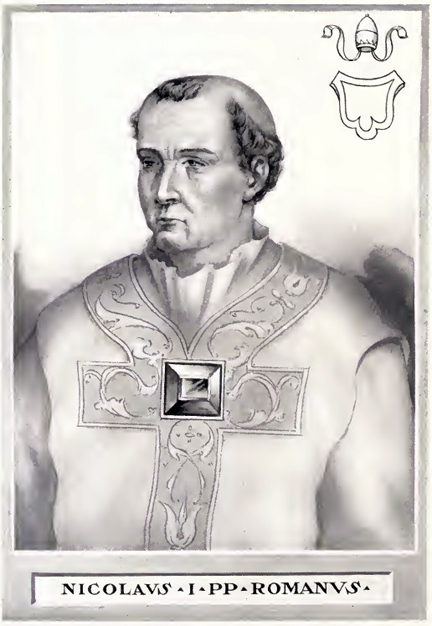
Николай I Великий 858-867 Папа римский